# Жулінкі
Жулінкі (пол. Żulinki) — село в Польщі, у гміні Комарувка-Підляська Радинського повіту Люблінського воєводства.
Населення — 58 осіб (2011).
У 1975-1998 роках село належало до Білопідляського воєводства.

## Демографія
Демографічна структура станом на 31 березня 2011 року:
|          | Загалом | Допрацездатний вік | Працездатний вік | Постпрацездатний вік |
| -------- | ------- | ------------------ | ---------------- | -------------------- |
| Чоловіки | 32      | 5                  | 21               | 6                    |
| Жінки    | 26      | 4                  | 13               | 9                    |
| Разом    | 58      | 9                  | 34               | 15                   |